# Luca Cadalora

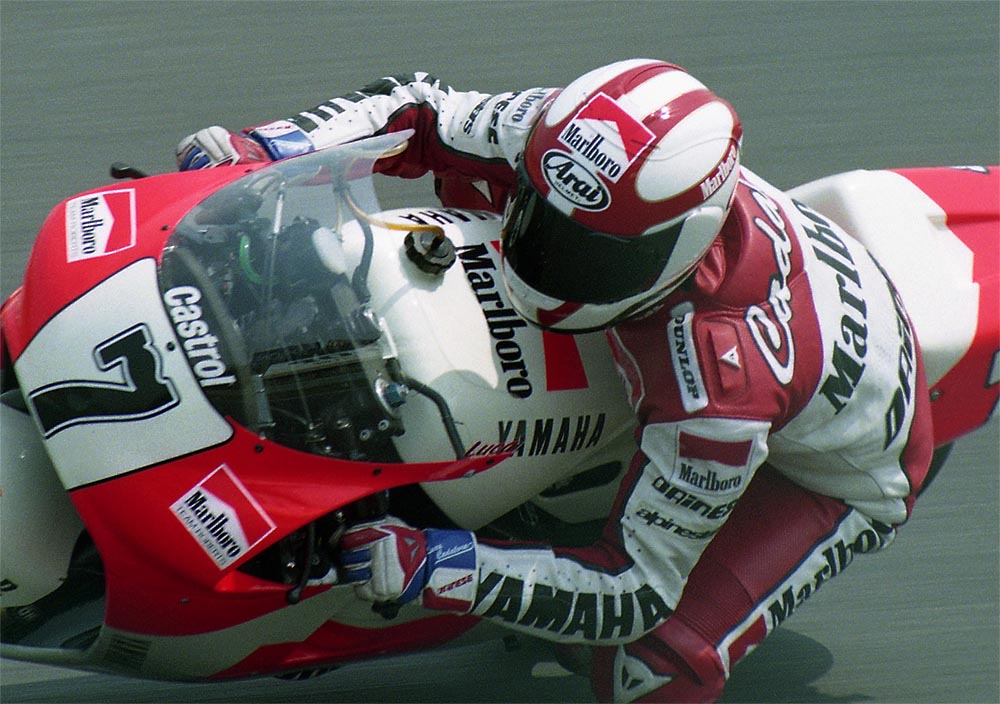
Cadalora in 1993 op Yamaha bij de Grand Prix van Japan

Luca Cadalora (Modena, 17 mei 1963) is een voormalig Italiaans motorcoureur.
In zijn carrière reed hij 195 Grand Prix-races en behaalde daarmee 34 overwinningen, 72 podiumplaatsen, 29 polepositions en 30 snelste ronden. In 1986 werd hij op een Garelli wereldkampioen in de 125cc-klasse. Daarna won hij in 1991 en 1992 de wereldtitel op Honda in de 250cc-klasse. Tussen 1993 en 2000 kwam Cadalora in de 500cc-klasse uit en werd in 1994 vice-wereldkampioen met Yamaha.